# 2022年ロシアの謎の火災
2022年のロシアの謎の火災（ロシアのなぞのかさい）の項目では、2022年のロシアのウクライナ侵攻以降にロシア国内で発生した一連の異常な火災と爆発について説明する。これらの火災についての正式な説明はなされていない。また、ウクライナ侵攻以降、ロシアの軍募集事務所への放火事件が数件起きており、一部の火災や爆発はウクライナ軍の破壊活動によるものという臆測が出回っている。

## 概要
ブリャンスク州、クルスク州、ベルゴロド州のほか、ヴォロネジ州、クラスノダール地方、クリミア北部の一部地区でも、三段階のテロ脅威レベルの第二段階「イエロー」が発令された。3月末から、ブリャンスク州、クルスク州、ベルゴロド州、ヴォロネジ州の国境地域で、一連の事件と爆発が報告された。ロシア当局者は、「ウクライナ軍から迫撃砲による攻撃、無人機攻撃、ヘリコプターガンシップの攻撃が行われた」と報告した。
ウクライナ側は、戦略的な場所での事件への関与の認否を明らかにすることを拒否した。火災や爆発の一部は、ウクライナによる破壊工作の結果であると主張された。
5月には、ロシアの鉄道路線での一連の事件により、ウクライナへの部隊と軍装備の配備が妨害され、インターネット運動「Stop the Trains」 (ロシアの反戦スローガン「Stop the War」を参照したもの) がこれらの事件の犯行声明を出した。

## 火災一覧
| 場所                           | 日付          | 施設                                                               | 死者 | 座標                                                                    |
| ------------------------------ | ------------- | ------------------------------------------------------------------ | ---- | ----------------------------------------------------------------------- |
| クストヴォ                     | 2022年3月22日 | 燃料貯蔵施設                                                       |      |                                                                         |
| ベルゴロド                     | 2022年4月1日  | 燃料貯蔵施設                                                       |      | 北緯50度35分29.8秒 東経36度40分13.1秒 / 北緯50.591611度 東経36.670306度 |
| ベルゴロド州                   | 2022年4月12日 | 鉄道橋                                                             |      |                                                                         |
| トヴェリ                       | 2022年4月21日 | 航空宇宙軍中央研究所                                               | 6    |                                                                         |
| キネシマ                       | 2022年4月21日 | 化学工場                                                           |      |                                                                         |
| バルヴィハ                     | 2022年4月23日 | モスクワ州知事の家族が所有する邸宅                                 |      |                                                                         |
| ブリャンスク                   | 2022年4月25日 | 燃料貯蔵施設                                                       |      |                                                                         |
| ウスリースク                   | 2022年4月25日 | 軍用航空基地                                                       |      |                                                                         |
| ベルゴロド                     | 2022年4月27日 | 弾薬庫                                                             |      |                                                                         |
| イリンスコエ                   | 2022年4月30日 | GRES-2発電所                                                       |      | 北緯52度1分26.3秒 東経75度28分34.5秒 / 北緯52.023972度 東経75.476250度  |
| ペルミ                         | 2022年5月1日  | FKP火薬工場                                                        |      |                                                                         |
| モスクワ郊外                   | 2022年5月3日  | 教科書の倉庫                                                       |      |                                                                         |
| ニジニ・ノヴゴロド             | 2022年5月4日  | 工業地帯                                                           |      |                                                                         |
| ニジネヴァルトフスク           | 2022年5月4日  | 軍の入隊事務所                                                     |      |                                                                         |
| クルスク                       | 2022年5月5日  | 不明                                                               |      |                                                                         |
| ペルミ                         | 2022年5月8日  | 航空大学                                                           |      |                                                                         |
| Dubovoye（ベルゴロド州）       | 2022年5月11日 | 不明                                                               |      |                                                                         |
| テイシン（アムールスキー地区） | 2022年5月12日 | 軍事施設                                                           |      |                                                                         |
| ベルツク                       | 2022年5月17日 | 化学工場                                                           |      |                                                                         |
| ジュコーフスキー               | 2022年5月21日 | TsAGI (航空研究所)のサブステーションで火災                         |      |                                                                         |
| モスクワ                       | 2022年5月24日 | 聖ピーター・ポール教会                                             |      |                                                                         |
| モスクワ                       | 2022年6月3日  | グランド・セトゥニ・プラザビジネスセンター                         |      |                                                                         |
| コムソモリスク・ナ・アムーレ   | 2022年6月4日  | ロシア国家親衛隊の施設                                             |      |                                                                         |
| サロフ（ニジニ・ノヴゴロド州） | 2022年6月8日  | ロスアトムデジタル技術（原子力）研究所                             |      |                                                                         |
| セルギエフ・ポサード           | 2022年6月8日  | ザゴルスク光学機械工場の倉庫 (光学、熱、暗視照準装置)              |      |                                                                         |
| ウラジオストク                 | 2022年6月8日  | 軍の入隊事務所                                                     |      |                                                                         |
| ウストルガ                     | 2022年6月10日 | オリガルヒのRamis Deberdeyevが所有する「ファクター」木材ターミナル |      |                                                                         |
| グレフカ近郊                   | 2022年6月11日 | ドルジバパイプライン                                               |      |                                                                         |
| モスクワ                       | 2022年7月3日  | 超高層マンション                                                   |      |                                                                         |
| モスクワ近郊                   | 2022年8月3日  | 電子商取引企業の倉庫                                               | 1    |                                                                         |

### 元のロシア語の用語
1. ↑  ロシア語: со стороны Украины
2. ↑  ロシア語: Останови вагоны
3. ↑  ロシア語: Останови войну!